# Donna Missal

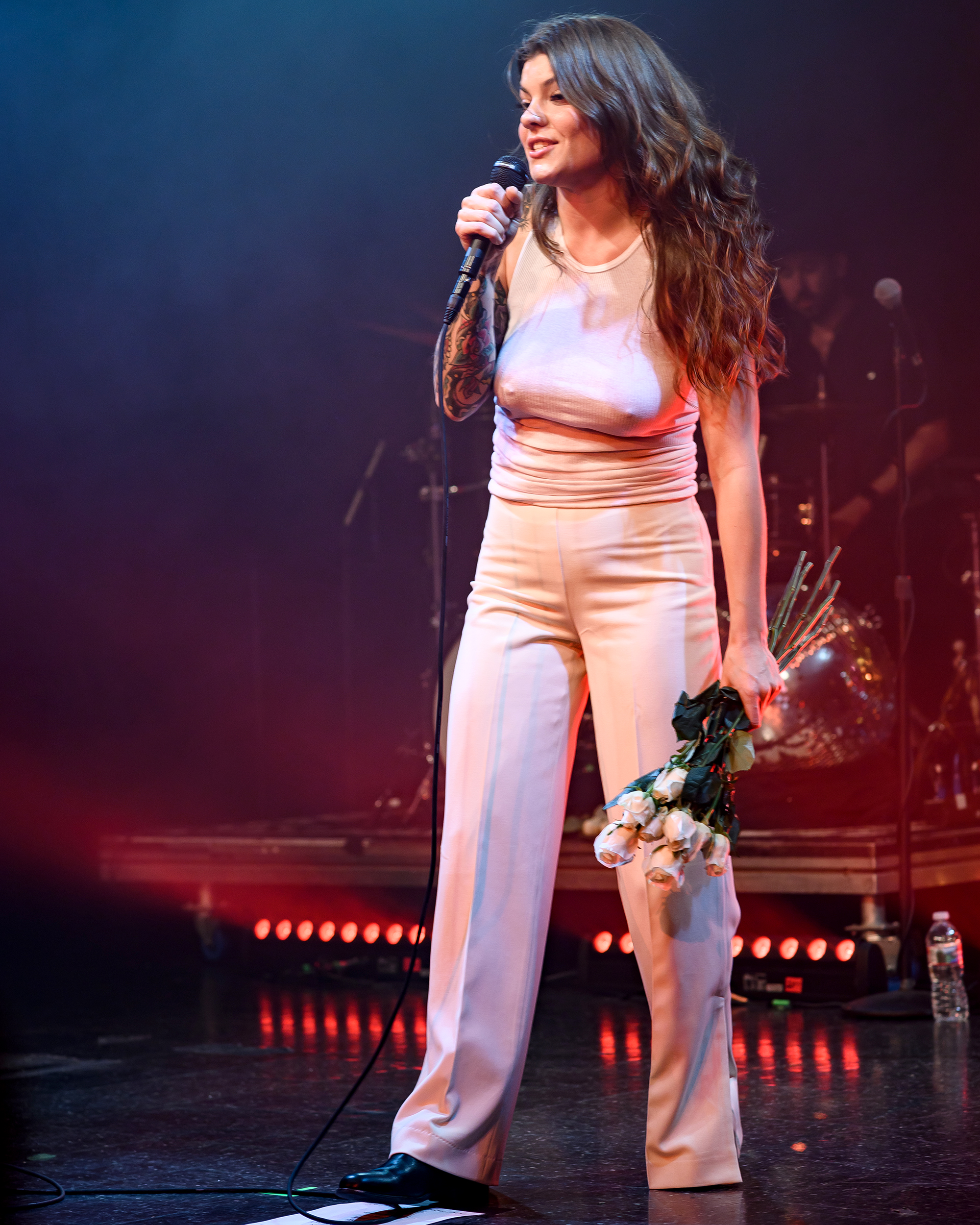
Donna Missal im El Rey Theatre, Los Angeles im März 2019

Donna Missal (* 26. Dezember 1990 in New Jersey) ist eine US-amerikanische Sängerin und Songwriterin.

## Leben
Donna Missal stammt aus einer musikalischen Familie; ihre Großmutter war in den 1940er Jahren als Songschreiberin tätig, ihr Vater arbeitete in den 1980er Jahren als Musiker und leitete ein Tonstudio in New York City. Die Familie zog nach New Jersey, wo sich der Vater ein Heimstudio einrichtete. Donna Missal beteiligte sich früh an Aufnahmeprojekten ihrer Familie, wie zum Beispiel einem jährlichen Weihnachtsalbum. In New Jersey trat sie auf der Bühne eines Kindertheaters auf. Bald sang sie in Bands und begann mit dem Songwriting, darunter Stücke für den Soundtrack der Filmkomödie How to Be a Man von 2013. Im Jahr 2015 nahm Missal ihren eigenen Song Keep Lying auf, der auf Streaming-Diensten 1,5 Millionen Abrufe erreichte. 2016 folgten unter anderem Lieder wie Sick und The Keeper. Sie trat auf Musikfestivals wie Riot Fest und Bumbershoot auf. 2017 veröffentlichte sie zwei weitere Singles, Holiday und Transformer. Die Sängerin arbeitete unter anderem mit dem Rapper Macklemore und der Band Rudimental zusammen. Im September 2018 veröffentlichte das Label Harvest ihr erstes Album mit dem Titel This Time.
Gefragt nach dem Genre, in dem sie ihre Musik verortet, antwortete Missal 2018 in einem Interview auf entertainmentvoice.com: „Es ist nicht ganz Pop, es ist nicht ganz R&B, es ist nicht wirklich Alternative.“ Stattdessen beschrieb sie ihren Stil als „feministische Stripperinnen-Musik“.
In Deutschland trat sie Ende Juni 2019 in der ARD-Sendung Inas Nacht auf.

## Rezeption
Joshua Bote vom Magazin Billboard attestierte ihr im September 2018 eine „rauchige, Begeisterung weckende Stimme“ („smoky, swoon-worthy voice“).
Monica Mercuri von Forbes meinte im Februar 2019: „Ihr Talent beruht nicht nur auf ihrem kraftvollen, seidigen Gesang und dem groovigen Pop/R&B-Feeling, das die Nostalgie der großen 2000er Jahre zurückbringt, sondern auch auf der expressiven und ehrlichen Lyrik ihrer Musik.“